# Франц Брайтгаупт
У Вікіпедії є статті про інших людей з прізвищем Брайтгаупт.
Франц Брайтгаупт (нім. Franz Breithaupt; 8 грудня 1880, Берлін — 29 квітня 1945, Берг) — керівник Головного судового управління СС, обергруппенфюрер СС і генерал військ СС (20 квітня 1944).

## Життєпис
Франц Брейтгаупт народився 8 грудня 1880 року в Берліні в сім'ї офіцера, командира військової школи. Відвідував підготовчу школу в Рендсбурзі і Кілі. У 1891 році вступив в кадетський корпус в Плені. Після закінчення кадетського корпусу в 1899 році був прийнятий фенріхом в 42-й піхотний полк. Відвідував офіцерські курси військового училища в Меці. Переведений в 3-й батальйон 42-го піхотного полку в Грайфсвальді. Пізніше влаштувався помічником інструктора в Берлінський інститут гімнастики. У жовтні 1913 року прийнято в Берлінський інститут гімнастики. У 1914 році призначений командиром 5-ї роти 42-го піхотного полку, 20 травня 1914 року одержав чин капітана. Учасник Першої світової війни. У 1918 році демобілізований в чині майора.
У 1919—1921 перебував у морській бригаді Ергардта. До 1931 року був керівником Німецького гімнастичного товариства. З квітня 1929 по 15 листопада 1931 року член «Сталевого шолома». 1 серпня 1931 року вступив у НСДАП (квиток № 602 663). 27 листопада 1931 року вступив у СА, де до 1 грудня 1932 був начальником штабу Імперської школи фюрера для керівництва СА в Мюнхені. Потім вступив у СС (квиток № 39 719) в чині штурмбаннфюрера і зайняв посаду ад'ютанта рейхсфюрера СС в Берліні. З 31 липня 1933 року — офіцер для особливих доручень у штабі рейхсфюрера СС. З 9 листопада 1934 до 1 квітня 1936 року ад'ютант рейхсфюрера СС і командир гарнізону СС в Берліні (до 7 лютого 1941) — фактично особистої охорони Адольфа Гітлера. На відміну від інших підрозділів СС даний гарнізон був самостійною структурою в системі СС. Недовгий час очолював торгову палату провінції Бранденбург. З 1 грудня 1937 року перебував членом товариства Лебенсборн. У листопаді-грудні 1939 року — командир 8-го, в липні-вересні 1940 року — 5-го полку підрозділів СС «Мертва голова». З 25 жовтня 1940 по 15 серпня 1942 року поліцай-президент Бреслау, одночасно керівник головного відділу кріпо в Бреслау. 7 лютого 1941 року був знову призначений командиром гарнізону СС у Великому Берліні і залишався на цій посаді до 1 січня 1942 року.
7 травня 1942 офіційно оголосив про вихід з протестантської церкви. 18 серпня 1942 року змінив Пауля Шарфе на посаді начальника Головного судового управління СС. До компетенції Брайтгаупта входило розслідування дисциплінарних проступків і правопорушень членів СС, порушення кримінальних справ, підготовка і винесення судових вироків. З вересня 1939 по червень 1944 року за вироком Суду СС був приведений у виконання 1001 смертний вирок (у тому числі щодо 376 членів СС). В середині війни, за наказом Генріха Гіммлера, організував розслідування, а потім і ряд процесів у справі про фінансові зловживання в концентраційних таборах. 29 квітня 1945 року був застрелений своїм підлеглим унтерштурмфюрером СС Карлом Лангом.

## Нагороди
- Залізний хрест 2-го класу (22 листопада 1914) (Королівство Пруссія)
- Орден «За військові заслуги» (Баварія) 4-го класу з мечами
- Військовий хрест Фрідріха (Ангальт) 2-го класу
- Хрест «За заслуги у війні» (Саксен-Мейнінген)
- Залізний хрест 1-го класу (31 травня 1916) (Королівство Пруссія)
- Лицарський хрест ордена дому Гогенцоллернів з мечами (9 червня 1917)
- Хрест «За військові заслуги» (Мекленбург-Шверін) 2-го класу (1 вересня 1917)
- Нагрудний знак «За поранення» в сріблі (10 серпня 1918)
- Почесний хрест ветерана війни з мечами (1934)
- Почесний кут старих бійців
- Кільце «Мертва голова»
- Почесна шпага рейхсфюрера СС (9 листопада 1935)
- Командорський хрест 2-го класу ордена дому Саксен-Ернестіне з мечами на кільці (1 грудня 1935)
- Йольський свічник (16 грудня 1935)
- Німецький Олімпійський знак 1-го класу (16 серпня 1936)
- Медаль «У пам'ять 13 березня 1938 року» (25 грудня 1938)
- Медаль «У пам'ять 1 жовтня 1938»

### Друга світова війна
- Почесна грамота Націонал-соцалістичної асоціації фізичних вправ (НСРЛ) (8 грудня 1940)
- Хрест Воєнних заслуг 2-го класу з мечами (1 травня 1942)
- Командор ордена Заслуг (Угорщина) (30 липня 1942)
- Хрест Воєнних заслуг 1-го класу з мечами (30 січня 1943)
- Почесний знак «За турботу про німецький народ» 2-го ступеня (30 січня 1943)
- Медаль «За вислугу років у НСДАП» в бронзі (10 років)